# کریس هنسن
کریستوفر ادوارد هنسن (زاده ۱۳ سپتامبر ۱۹۵۹) یک روزنامه‌نگار تلویزیونی آمریکایی و شخصیت یوتیوب است. او به خاطر برنامه‌اش در دیت‌لاین ان‌بی‌سی، به ویژه در برنامه گرفتن شکارچی، که حول دستگیری شکارچیان بالقوه اینترنتی به شیوه عملیات نیش زدن است شهرت یافت.
او همچنین میزبان برنامه غریزه قاتل بود که تحقیقات مربوط به قتل را مستند می‌کرد. در سپتامبر ۲۰۱۶، هنسن مجری جدید فصل دوم برنامه سندیکایی تماشای روزانه جنایت شد.

## سنین جوانی و تحصیل
هنسن در ۱۳ سپتامبر ۱۹۵۹ در شیکاگو، ایلینوی متولد شد و در شهرک بلومفیلد غربی و بیرمنگام، میشیگان بزرگ شد. هنسن در مصاحبه‌ای با سیتی پالس گفت که اولین بار در سن ۱۴ سالگی می‌خواست روزنامه‌نگار شود و تحقیقات پلیس و اف‌بی‌آی در مورد ناپدید شدن جیمی هوفا را دنبال می‌کرد. او در دبیرستان برادران رایس در بلومفیلد هیلز، میشیگان تحصیل کرد. هنسن در سال ۱۹۸۱ از دانشگاه ایالتی میشیگان با مدرک کارشناسی هنر در رشته مخابرات فارغ‌التحصیل شد

## شاغل در ان‌بی‌سی (۲۰۱۳–۱۹۸۱)
در سال ۱۹۸۱، هنسن گزارشگر WILX وابسته به ان‌بی‌سی در لنسینگ، میشیگان به ویژه در طول سال آخر تحصیل خود در دانشگاه ایالتی میشیگان شد. او بعداً برای WFLA در تمپا، فلوریدا، روزنامه‌ها و ایستگاه‌های رادیویی مختلف در میشیگان و WXYZ در دیترویت به عنوان گزارشگر به کار پرداخت. در سال ۱۹۸۸، او به عنوان گزارشگر تحقیقی و مجری WDIV در دیترویت استخدام شد. در می ۱۹۹۳، هنسن به عنوان خبرنگار مجله خبری کوتاه‌مدت الان به همراه تام بروکا و کیتی کوریک به ان‌بی‌سی نیوز پیوست.

### دیت‌لاین ان‌بی‌سی
کار قابل توجه هنسن برای دیت‌لاین ان‌بی‌سی شامل پوشش کشتار دبیرستان کلمباین، انفجار اکلاهماسیتی، فاجعه تد کزینسکی و پرواز تی‌دبلیوای ۸۰۰، و گزارش‌های تحقیقی در مورد کار بردگان هندی و فروش داروهای تقلبی با نسخه در چین است. هنسن مسئول اغلب پوشش‌های دیت‌لاین ان‌بی‌سی از حملات ۱۱ سپتامبر و همچنین داستان‌هایی دربارهٔ گروه‌های تروریستی و عملیات القاعده بود. او همچنین نحوه تلاش یک گروه مرتبط با اسامه بن لادن را برای خرید موشک و اجزای سلاح هسته‌ای افشا کرد و همچنین بر روی گزارشی اختصاصی دربارهٔ ربودن پرواز ۸۹۶۹ ایرفرانس کار کرد. مجموعه کار او در مورد امنیت ناقص فرودگاه باعث شد که اداره هوانوردی فدرال بررسی و در نهایت سیاست‌های خود را بازنگری کند.

## گرفتن شکارچی
هنسن در ارتباط با وب‌سایت انحراف از عدالت میزبان مجموعه‌ای از گزارش‌های دیت‌لاین ان‌بی‌سی تحت عنوان گرفتن شکارچی بود. داوطلبان انحراف از عدالت در اتاق‌های گفتگوی آنلاین به ایفای نقش تقلبی برای ارتباطات با کودکان خردسال (معمولاً ۱۳ تا ۱۵ساله) می‌پرداختند تا نظر موافق آنها را برای برقراری رابطه جلب کنند. قرار ملاقات در «خانه‌های نیش» گذاشته می‌شد، جایی که دوربین نصب شده ان‌بی‌سی و همچنین پلیس محلی، به کمین شکارچیان جنسی نشسته بودند.
دیت‌لاین ان‌بی‌سی با بهره‌گیری از موفقیت هانسن و تحقیقات او در شکارچی، در مارس ۲۰۰۷ سه برنامه مکمل از برنام اصلی ایجاد کرد. با نام‌های هانسن میزبان دستگیری کلاهبردار، دستگیری هویت تقلبی و دزد. کتاب هنسن به نام کنترل از خانه و گرفتن شکارچی و محافظت از بچه‌های خود در برابر دشمنان آنلاین در بازار آمریکا منتشر شد.

### اخراج از ان‌بی‌سی
در اوت ۲۰۱۳، ان‌بی‌سی تصمیم گرفت قرارداد خود را با هنسن تمدید نکند و در نهایت به همکاری ۲۰ ساله با او پایان داد.

## پروژه‌های پس از ان‌بی‌سی

### غریزه قاتل
در سال ۲۰۱۵، هنسن میزبان برنامه غریزه قاتل شد که در تلویزیون دیسکاوری (کشف حقیقت) به پرونده‌های قتل می‌پرداخت. اولین فصل ۱۰ قسمتی سریال در ۱۷ اوت ۲۰۱۵ به نمایش درآمد.